# Bâtiment administratif du gouvernement (Vaasa)
La maison des agences gouvernementales (finnois : Valtion virastotalo) est un bâtiment construit dans le quartier Palosaari de Vaasa en Finlande,.

## Description
L'immeuble de bureaux massif en forme de U se trouve à l'extrémité du pont reliant le centre-ville de Vaasa à l'ile de Palosaari, formant un point de repère.
Le batiment de 9 050 m2 conçu par NAC Arkkitehdit oy est construit en 1984 dans le parc de Wolff.
Il appartient aux propriétés du Sénat.
Après les travaux de rénovation qui devraient durer de 2021 à 2023, l'immeuble de bureaux Vaasa accueillera 13 agences nationales dont: le centre ELY d'Ostrobotnie du Sud, l'Agence d'administration régionale de la Finlande occidentale et intérieure, le centre ELY d'Ostrobotnie, le bureau de l'emploi et du développement économique d'Ostrobotnie, l'Agence de la concurrence et de la consommation et l'administration fiscale, l'agence des services de données numériques et démographiques.